# 12007 Fermat
12007 Fermat este o planetă minoră (asteroid) din centura de asteroizi. A fost descoperită pe 11 octombrie 1996 la Prescott Observatory⁠(d) de Paul G. Comba⁠(d) și a fost numită după Pierre de Fermat. 
Obiectul prezintă o orbită caracterizată de o semiaxă mare de 2,2595024 UAi, o excentricitate de 0,1, o înclinație de 6,36528 ° în raport cu ecliptica.